# جان ایسدیل
جان ایسدیل (انگلیسی: John Easdale; ۱۶ ژانویهٔ ۱۹۱۹ – ۴ مهٔ ۱۹۹۹)  بازیکن فوتبال  اهل بریتانیا بود.
از باشگاه‌هایی که در آن بازی کرده‌است می‌توان به باشگاه فوتبال لیورپول، باشگاه فوتبال دومبارتون، و باشگاه فوتبال استوک‌پورت کانتی اشاره کرد.